# Motiram Rijhumal Thadani
Motiram Rijhumal Thadani fue un diplomático indio.
- De 1946 a 1947 fue director en el Ministerio de alimentación.
- De 1947 a 1948 fue director en el Ministerio de industria y suministro.
- En 1948 fue director en el Ministerio de reconstrucíon.
- De 1957 a 1959 fue Encargado de negocios en Jartum.
- En 1960 fue secretario del Ministerio de Asuntos Exteriores (India) adjunto.
- De 1961 a 1963 fue primer secretario de embajada en Beijing.
- Del 07 de junio de 1963 al 29 de julio de 1967 obtenío Exequatur como cónsul general en Hamburgo.
- Del 14 de abril de 1969 a 1971 fue embajador en Copenhague.
- En 1972 fue embajador en Mogadiscio (Somalia), donde sufrió un colapso y murió.[1]